# うお座54番星
うお座54番星は、うお座の方角に約36光年の距離にある橙色の主系列星である。2002年に、周囲を公転する太陽系外惑星の存在が確認されている。また2006年には、周囲を公転する褐色矮星が発見され、「連星系」を形成していることが明らかとなった。

## 恒星系

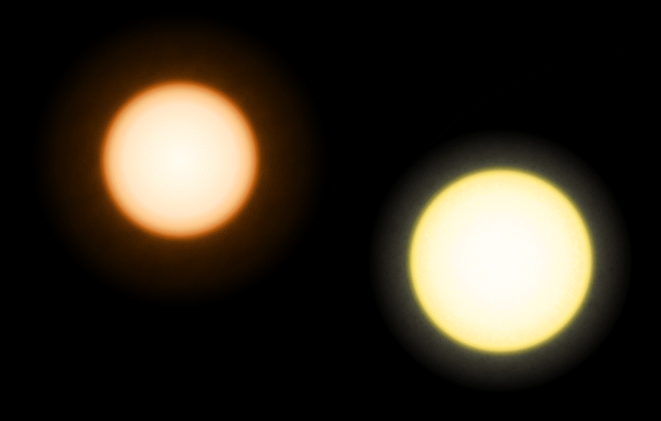
太陽と比べたうお座54番星（左）の大きさ

うお座54番星の名前は、フラムスティード番号であり、ジョン・フラムスティードの観測記録がその起源である。視等級は5.88で、非常に暗い空の下では肉眼で見ることができる。スペクトル型はK0 Vで、核での水素の熱核反応によってエネルギーを生成している。表面温度は5,062Kで、スペクトル型が示す特徴と概ね一致する。
うお座54番星の質量は、太陽の90%、光度は太陽の50%である。半径は、CHARA干渉計を用いて干渉法で直接測定され、太陽の94%であった。自転周期は約40日間である。年齢は、彩層活動と等時曲線の分析により、約64億歳と推定されている。水素より重い元素の割合、いわゆる金属量は、文献によってばらつきがあり、太陽の約7割から約1.6倍まである。
長期にわたる恒星磁場の活動の観測から、うお座54番星は、マウンダー極小期のような黒点の減少期にあるとみられる。磁場の活動が活発だった直近の1992-1996年は、その前の活動期の1976-1980年に比べれば、やや活動は低調であった。

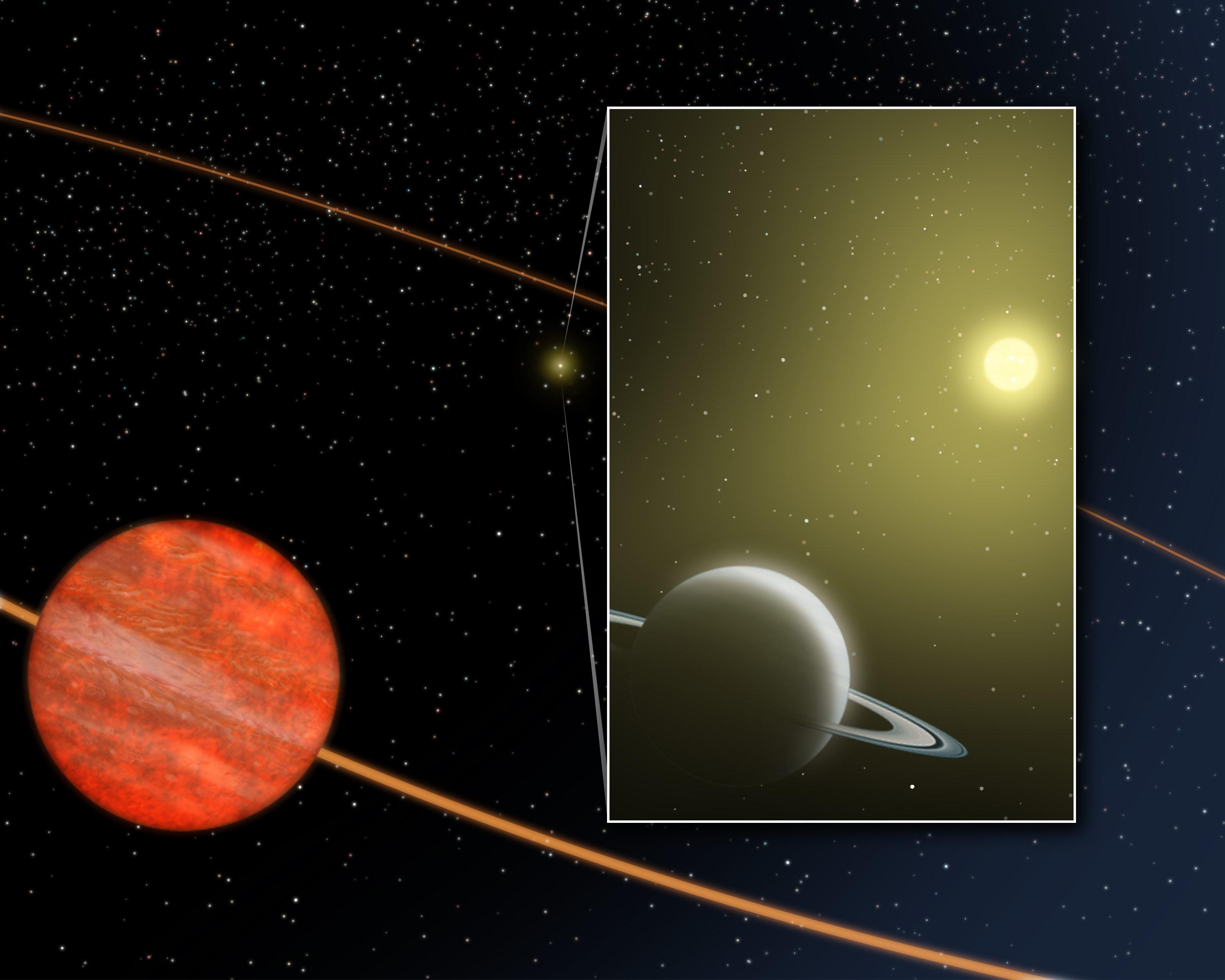
褐色矮星うお座54番星Bと太陽系外惑星うお座54番星bの想像図

2006年、うお座54番星の直接撮像観測により、うお座54番星Aの伴星として褐色矮星が存在することが明らかとなった。うお座54番星Bはスペクトル型T7.5Vの「メタン褐色矮星」であると考えられている。光度の比較により、亜恒星天体は質量が太陽の0.051倍（木星の50倍）、半径が太陽の0.082倍であることがわかった。この褐色矮星はグリーゼ570Dとよく似ており、表面温度はおよそ810K（537℃）であると考えられている。
うお座54番星BがNASAのスピッツァー宇宙望遠鏡で直接撮影されると、褐色矮星は主星から約476AU離れたところに位置することが明らかとなった。うお座54番星Bは、系外惑星が存在することが分かっている恒星の周囲で見つかった、初の褐色矮星となった。

## 惑星系
2002年1月16日、ジェフリー・マーシーに率いられた天文学者のチームが、うお座54番星（A）の周りに太陽系外惑星を発見したと発表し、惑星はうお座54番星bと名付けられた。惑星の質量の下限値は木星質量の23%程度と推定され、土星と同程度の半径と質量を持つとみられている。親星のうお座54番星Aは、自転の傾斜角が83 +7
−56°と推定されており、惑星の公転軌道は親星の赤道面に近いと予想されるので、うお座54番星bの質量は下限値に近いとみられるが、ホット・ジュピターには親星の自転軸とずれた運動をするものもあるので、より大きい可能性もある。
惑星は、水星の軌道半径よりも短い親星から0.28AUの軌道を、約62日間で公転している。軌道離心率は約0.6と高く、この扁平な軌道は、さらに遠い軌道に未知の天体が存在し、重力を及ぼしているためであると考えられたが、星系の中に褐色矮星が発見されたことで、この考えは証明された。
褐色矮星も考慮に入れた計算から、うお座54番星bの軌道運動によって、うお座54番星bの遠星点以内を円に近い軌道で公転する天体は、小惑星以下のものしか残らないことがわかった。その外側であっても、海王星級より質量の大きい惑星は存在しないことが、観測で確認されているが、地球サイズの惑星が、外側に存在する可能性は残されている。
その後、視線速度の詳細な分析から、惑星は1つよりも2つとした方が観測結果を良く説明できるとされ、第2の惑星うお座54番星cが存在する可能性が指摘されている。ただし、両者の差はそれ程でもなく、惑星cの存在はあくまで候補の段階で、確証はない。
| 名称 （恒星に近い順） | 質量               | 軌道長半径 （天文単位） | 公転周期 (日)  | 軌道離心率    | 軌道傾斜角 | 半径 |
| --------------------- | ------------------ | ----------------------- | -------------- | ------------- | ---------- | ---- |
| b                     | > 0.229 ± 0.008 MJ | 0.295 ± 0.003           | 62.218 ± 0.015 | 0.596 ± 0.036 | —          | —    |